# Перикардит
Перикарди́т — воспалительное поражение серозной оболочки сердца, наиболее часто висцерального листка, возникающее как осложнение различных заболеваний, редко как самостоятельная болезнь. 
По этиологии выделяют инфекционные, аутоиммунные, травматические и идиопатические перикардиты.
Морфологически проявляется увеличением объёма жидкости в полости перикарда, или образованием фиброзных стриктур, что приводит к затруднению работы сердца.

## Классификация

### Этиологическая классификация (Е. Е. Гогин, 1979)
1 Инфекционные:
- туберкулёзные;
- бактериальные (неспецифические — кокковые, в том числе при пневмонии, септические; специфические — брюшной тиф, дизентерия, холера, бруцеллёз, сибирская язва, чума, туляремия):
- вызванные простейшими;
- грибковые;
- вирусные;
- риккетсиозные

2 Асептические перикардиты:
- аллергические;
- ревматические;
- заболевания крови и геморрагические диатезы
- заболевания соединительной ткани
- злокачественные опухоли
- травматические
- при лучевом воздействии
- постинфарктные, посткомиссуротомные
- при нарушении обмена веществ (уремия, подагра)
- при лечении глюкокортикостероидами
- гиповитаминоз С

3 Идиопатические перикардиты

### Клиническая классификация (3. М. Волынский)
1. Острый перикардит
- Сухой (фибринозный)
- экссудативный (выпотной) — серозно-фибринозный, геморрагический, гнойный, гнилостный, холестериновый.
- с тампонадой сердца
- без тампонады сердца

2. Хронический перикардит
- выпотной
- адгезивный
- бессимптомный
- с функциональными нарушениями сердечной деятельности
- с отложениями извести — панцирное сердце
- констриктивный перикардит
- с экстраперикардиальными сращениями

### КлассификацияЯ. С. Валигура(1978)
1. Хронический экссудативный сдавливающий перикардит с умеренными нарушениями гемодинамики или бессимптомный.
2. Хронический сдавливающий (рубцовый) перикардит.
3. Панцирное сердце (обызвествление перикарда).

## Этиология
Причины развития заболевания многообразны. Нетравматический перикардит-обычное заболевание вторичного происхождения, которое выявляется, чаще всего, как осложнение при инфекционных заболеваниях, септических процессах.
При наружных травмах груди причиной перикардита могут быть проникающие (осколки, щепки), реже непроникающие ранения грудной клетки (при травмах груди с переломом рёбер).

## Патогенез
В норме полость перикарда содержит перикардиальную жидкость, по составу близкую к плазме крови. Объём жидкости составляет 5-30 мл. Жидкость служит «смазкой», которая уменьшает трение между листками.
В случае перикардита работа данной системы нарушается. Первым развивается экссудативный перикардит. Происходит пропотевание дополнительной жидкости в полость перикарда. Увеличивается давление в полости перикарда, и, как следствие, сердце сдавливается снаружи. Нарушается диастолическая функция миокарда, сердце полностью не расслабляется в диастолу. Если процесс происходит медленно, то до определённого предела больной может не предъявлять никаких жалоб. После исчерпания компенсаторных возможностей организма начинает нарастать сердечная недостаточность.
Если этот процесс развивается быстро, в течение часов или дней, развивается тампонада сердца. Это смертельно опасное осложнение, при котором жидкость в полости перикарда так сдавливает миокард, что он в диастолу не может расправиться, и, как следствие, больше не способен перекачивать кровь.
Вторым этапом перикардита является так называемый «сухой перикардит». Если накопление воспалительной жидкости было небольшим и не влияло на состояние больного, он может его не заметить. Постепенно, после затихания воспалительного процесса, объём жидкости в перикарде возвращается к норме, но содержащиеся в ней белковые включения остаются в полости перикарда. Формируются так называемые фибриновые спайки. Участки перикарда, где произошло активное отложение белка, слипаются, и впоследствии срастаются. Подобные спайки препятствуют свободному движению сердца в полости перикарда. При достаточно большом количестве спаек могут развиваться различные серьёзные осложнения, вызванные невозможностью сердца полноценно сокращаться.

## Клиника
Специфическая характерная клиника отсутствует. При выраженном процессе развивается клиника сердечной недостаточности.
Проявления заболевания складываются из ряда синдромов:
1. синдром поражения перикарда (сухой, выпотной, слипчивый перикардит) с острым или хроническим (рецидивирующим) течением;
2. синдром острофазовых показателей (отражает реакцию организма на воспалительный процесс; наблюдается при остром течении болезни, чаще при сухом или выпотном перикардите);
3. синдром иммунных нарушений (наблюдается при иммунном генезе поражения перикарда);
4. признаки другого заболевания (являющегося фоном для поражения перикарда, например острый инфаркт миокарда, системная красная волчанка или опухоль лёгкого и пр.).

Больные предъявляют следующие жалобы: на одышку, боли в области сердца, сердцебиение, общую слабость, похудение, сухой кашель, в тяжёлых случаях, кровохарканье, чувство тяжести в правом подреберье, увеличение окружности живота.
Наиболее часто пациенты жалуются на одышку в покое или при небольшой физической нагрузке, общую слабость, боли в области сердца или в других отделах грудной клетки.

## Диагностика
При объективном осмотре больного может отмечаться цианоз, набухание шейных вен, отёки нижних конечностей, увеличение размеров печени, асцит. Также тахикардия, отсутствие или смещение верхушечного толчка и перкуторное расширение границ сердца.
Аускультативно может наблюдаться приглушение тонов сердца, или шум трения перикарда, при сухом перикардите. Скрининговый метод ЭКГ позволяет выявить подъём сегмента ST. Основным диагностическим методом является эхокардиография миокарда с доплерографией сосудов. Данный метод позволяет оценить объём жидкости в полости перикарда и выраженность угнетения сократительной способности сердца.

## Лечение
Проводится лечение основного заболевания; при вирусном и идиопатическом назначаются противовоспалительные препараты (НПВС — ацетилсалициловая кислота, ибупрофен, индометацин), экстракт семян безвременника осеннего; с целью уменьшения объёма жидкости в перикарде — мочегонные препараты.
При угрозе тампонады выполняют чрескожную пункцию или дренирование под контролем УЗИ и эвакуацию содержимого.
При верификации диагноза сдавливающего (констриктивного) перикардита лечение неотложное и только оперативное (консервативное лечение не имеет эффекта). Операция — перикардэктомия, то есть удаление обоих листков спаянного перикарда. Тотальная перикардэктомия гораздо более трудна для выполнения, чем удаление париетальной пластинки. Возможные осложнения операции: кровоизлияние от перфорации спаечно-измененного перикарда, повышенное венозное давление в раннем послеоперационном периоде (возможно, провоцирует отёки головы и шеи). Неадекватный по длительности период реконвалесценции может означать сопутствующее заболевание миокарда (сердечная недостаточность).

## Исходы
- сухожильные бляшки
- интраперикардиальные спайки
- сращения перикардиальных листков
- экстраперикардиальные спайки
- панцирное сердце

## Прогноз
Прогноз условно благоприятный, при адекватном лечении трудоспособность полностью восстанавливается или снижается незначительно.

## Симптомы перикардита в ветеринарии
Общее состояние животного зависит от тяжести основного страдания. Как следствие нарушения функций органов кровообращения обычно обнаруживают цианоз, усиление рельефа венозных сосудов, отрицательный венный пульс, учащение сердечных сокращений, болезненность при перкуссии и пальпации в области сердца.

## Лечение в ветеринарии
Терапия направляется на устранение основного заболевания. для ослабления воспалительных процессов в перикарде воздействуют холодом на область сердца. Интрамускулярно вводят пенициллин, внутрь-сульфамидные и салициловые препараты. При падении кровяного давления впрыскивают подкожно кофеин.